# Lembach (Bas-Rhin)
Lembach (Duits: Lembach im Elsass) is een gemeente in het Franse departement Bas-Rhin (regio Grand Est). De gemeente telde 1.510 inwoners op 1 januari 2022.
De plaats maakt sinds de oprichting op 1 januari 2015 deel uit van het kanton Reichshoffen in het arrondissement Haguenau-Wissembourg. Tot 1 januari 2015 was het deel van het kanton Wissembourg in het arrondissement Wissembourg, dat op die dag werd opgeheven.

## Geografie
De oppervlakte van Lembach bedroeg op 1 januari 2022 48,89 vierkante kilometer; de bevolkingsdichtheid was toen 30,9 inwoners per km².

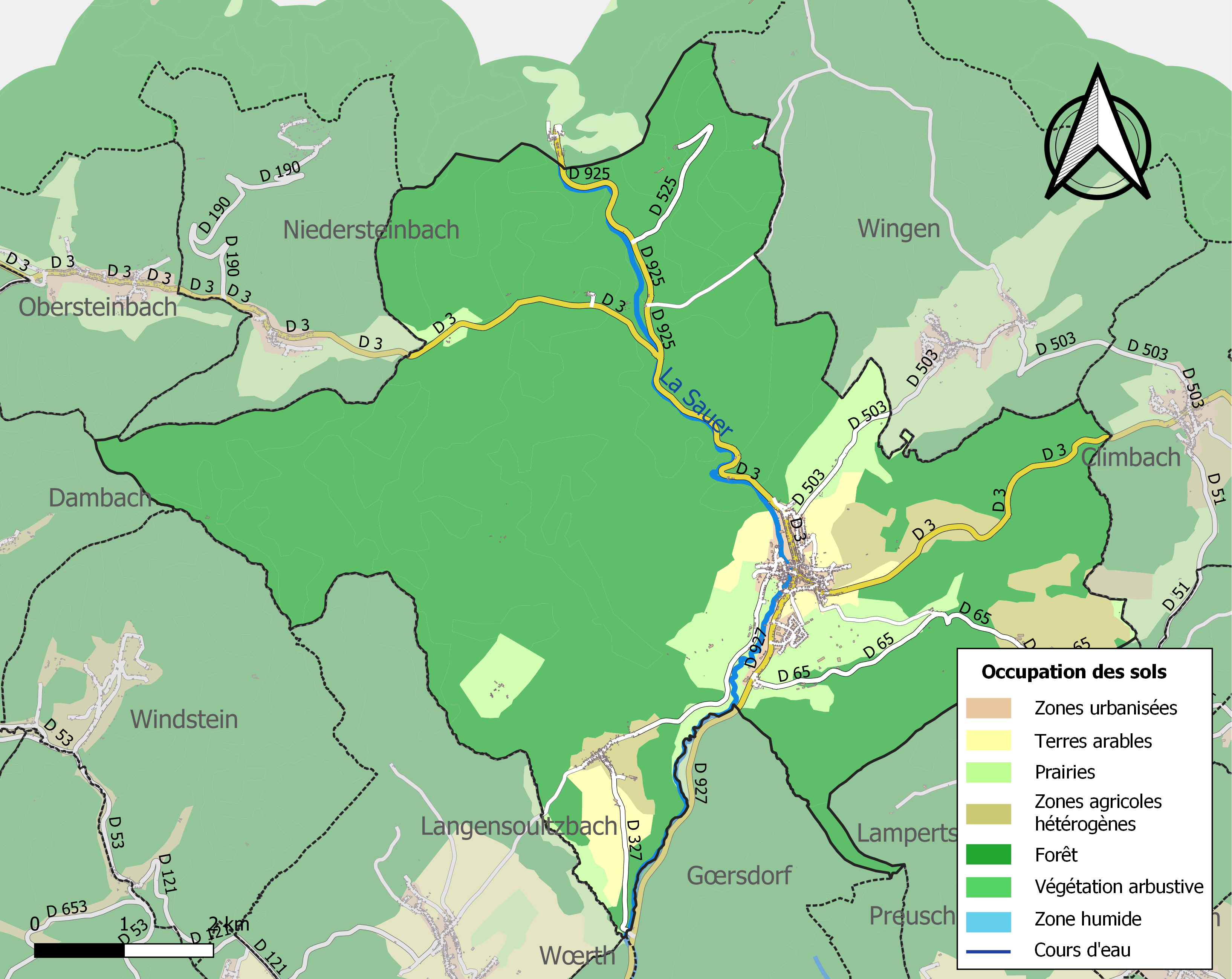
Kaart van de gemeente met de belangrijkste infrastructuur, bodemgebruik en omliggende gemeenten

## Demografie
Onderstaande figuur toont het verloop van het inwonertal (bron: INSEE-tellingen).

## Afbeeldingen

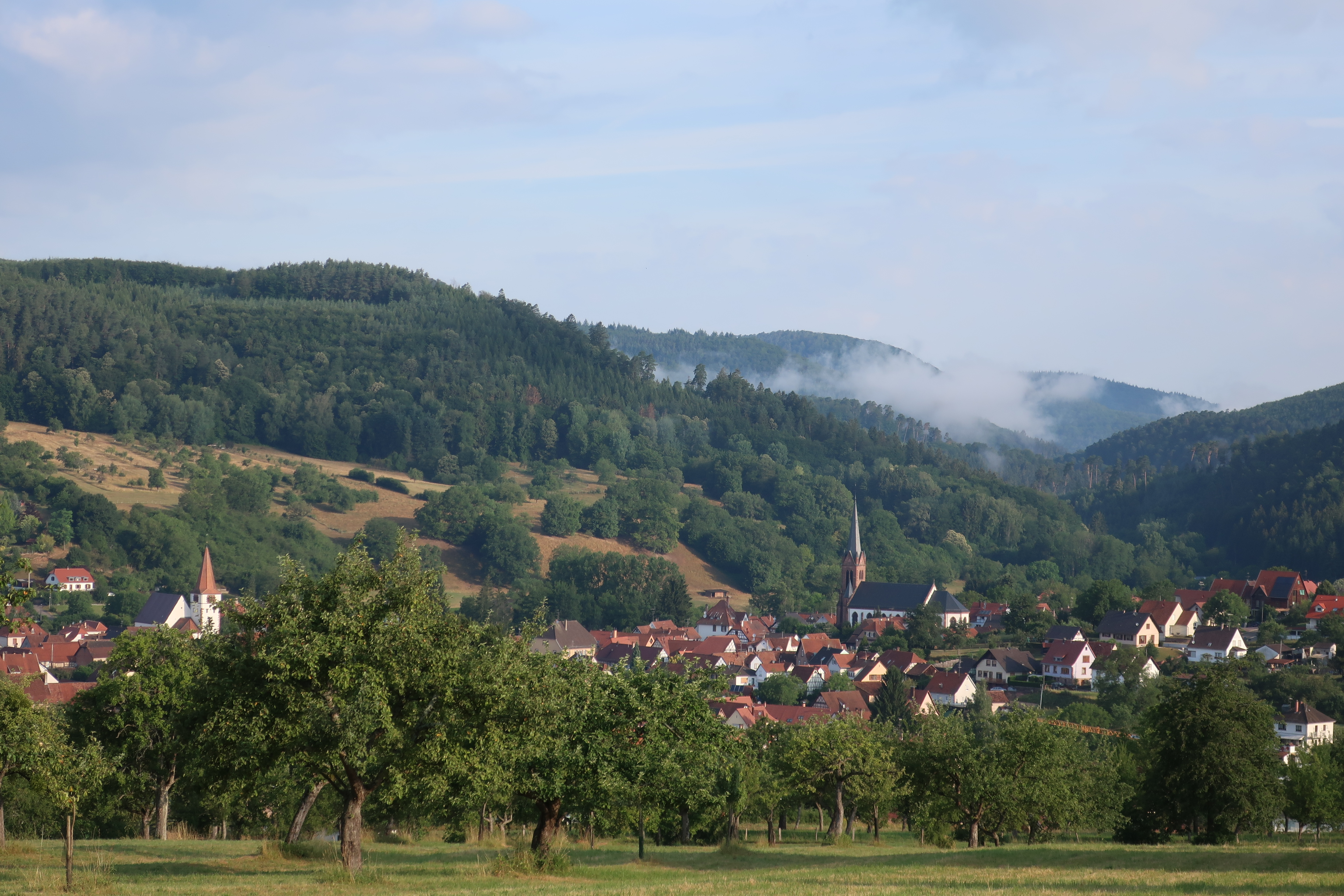
Gezicht op Lembach
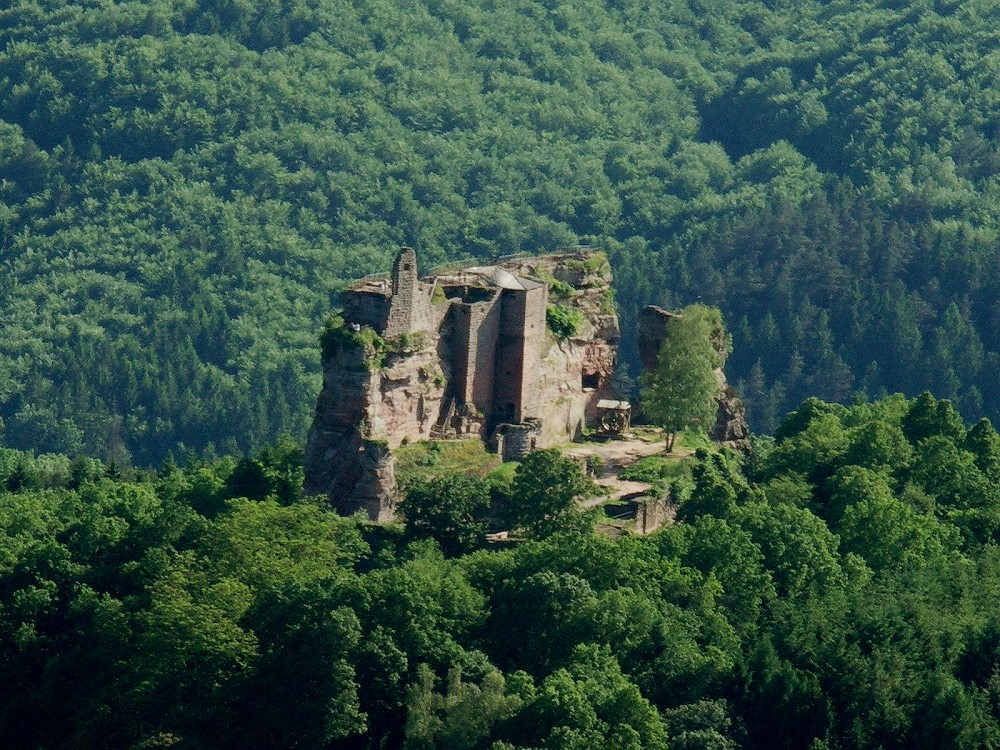
Kasteen Fleckenstein